# Тебекова, Кыдат
Кыдат Тебекова (29 ноября 1935 года, село Бельтир, Кош-Агачский район, Горно-Алтайская автономная область — 15 июля 1974 года) — чабан колхоза «Кызыл Мааны» Кош-Агачского района Горно-Алтайской автономной области. Герой Социалистического Труда (1973).

## Биография
Родилась 29 ноября 1935 года в семье потомственного чабана в селе Бельтир. Окончила начальную школу в родном селе. Трудовую деятельность начала в четырнадцатилетнем возрасте в колхозе «Кызыл Мааны» Кош-Агачского района. Помогала пасти овец своей матери Езенбей Тебековой.
Достигала высоких результатов в разведении сарлыков. В начале 1960-х годов в колхозе была проведена селекционная работа, при которой были скрещены местные яки с казахской белоголовой породой. Кыдат Тебековой был доверен курт селекционных гибридов. Ежегодно выращивала в среднем 95 — 100 ячат от каждой сотни яковых маток. Получала ежедневный привес около одного килограмма на каждую голову. Одна из первых в Кош-Агачском районе выполнила задания восьмой пятилетки. За выдающиеся трудовые достижения была награждена в 1971 году орденом Ленина. Позднее была назначена старшим чабаном.
За большие успехи, достигнутые во Всесоюзном социалистическом соревновании, и проявленную трудовую доблесть в выполнении принятых обязательств по увеличению производства и заготовок продуктов животноводства в зимний период 1972—1973 годов удостоена звания Героя Социалистического Труда указом Президиума Верховного Совета СССР от 6 сентября 1973 года со вручением ордена Ленина и золотой медали «Серп и Молот».
Участвовала во Всесоюзной выставке ВДНХ. Избиралась депутатом Кош-Агачского районного Совета народных депутатов.
Погибла 15 июля 1974 года вместе со своей отарой во время снежной бури, замёрзнув на одном из горных перевалов Алтайских гор.
Награды
- Герой Социалистического Труда
- Орден Ленина — дважды (08.04.1971; 06.09.1973)

Память
- Её именем названа Бельтирская средняя общеобразовательная школа